# Nazionale maschile under 17 di calcio della Russia
La Nazionale di calcio russa Under-17 è la rappresentativa calcistica Under-17 della Russia ed è posta sotto l'egida della RFS. Nella gerarchia delle Nazionali calcistiche giovanili russe è posta prima della Nazionale Under-18 e dopo la Nazionale Under-16.